# Ouvertüre: Der Zigeunerbaron
Ouvertüre: Der Zigeunerbaron är en ouvertyr av Johann Strauss den yngre. Den spelades första gången den 24 oktober 1885 på Theater an der Wien i Wien.

## Historia
Författaren Ernst Décsey har satiriskt beskrivit början av ouvertyren till Strauss operett Zigenarbaronen: "Med de fyra första takterna rings den ungerska harmonin ut; där börjar molltonarternas värld av synkoper, kaskader av demi-semi-åttondelsnoter, pauser, fria kadenser, ljudet av tsymbaly, rapsodisk musik, pustans vilda melankoli, emot vilken wienerstilen står som kontrast. I ouvertyren smälter båda färger samman och förhöjer varandra med en komplementeffekt, liksom rött och grönt. De två halvorna av [Österrike-Ungern] monarkin, insnörda i en ständigt kompromisstrid, fördes samman av musikern i en smärtfri enkelhet."
Strauss inleder sin ouvertyr till Zigenarbaronen med musik som bygger på den orkestrala passagen Allegro moderato i finalen till akt I (Nr. 7), "Dschingrah, Dschingrah", en scen i vilken zigenarna återvänder till sin hemregion. En flöjtkadens leder över till Andantino-delen av ouvertyren som består av tematiskt material från en senare del av samma final, sjungen av Saffi till orden "Hier in diesem Land Eure Wiege stand". Som kontrast följer Allegretto moderato vilken är hämtad från trion (Nr. 9) i akt II där Saffi, Csipra och Barinkay sjunger "Darum nur klopfe, klopfe, klopfe, klopfe, klopf an jedem Stein". Efter ett melodramatiskt intermezzo (markerat som Più Allegro i klaverutdraget, men annars inte förekommande i operetten) kommer operettens huvudsakliga valstema (Nr. 13) från finalen till akt II, "So voll Fröhlichkeit", sjungen av Arsena och Mirabella. Ett Allegro moderato följer och är hämtat från orkestermellanspelet i finalen till akt I, varpå kommer ett sju takter långt citat från Greve Homonays 'Werberlied' (Nr. 12½) "Her die Hand". Ett tio takter långt Andantino härstammar från kören "Das wär kein rechter Schifferknecht" från inledningen till akt I (Nr. 1). Som ouvertyrens andra valstema introduceras andra delen av finalen till akt II (Nr. 13), valsen "So voll Fröhlichkeit"), sjungen av Arsena och Mirabella till orden "Ja dahin, dahin lasst uns Alle zieh'n". Ungerska rytmer dominerar ouvertyrens finaldel, men medan den första inte kan finns med i klaverutdraget (och kan ha tagits bort före operettens premiär) är den andra ett citat från orkesterpartiet som avslutar finalen till akt I (Nr. 7).
Efter att ha dirigerat Wienpremiären av operetten den 24 oktober 1885 överlät Johann Strauss till sin broder Eduard Strauss att framföra ouvertyren som konsertnummer. Den 8 november framförde Eduard stycket vid en av sina söndagskonserter med Capelle Strauss i Gyllene salen i Musikverein. Ouvertyren har alltsedan dess varit ett ständigt återkommande konsertnummer.

## Om verket
Speltiden är ca 8 minuter och 40 sekunder plus minus några sekunder beroende på dirigentens musikaliska tolkning.

## Weblänkar
- Ouvertüre: Der Zigeunerbaron i Naxos-utgåvan.